# Rasdhoo

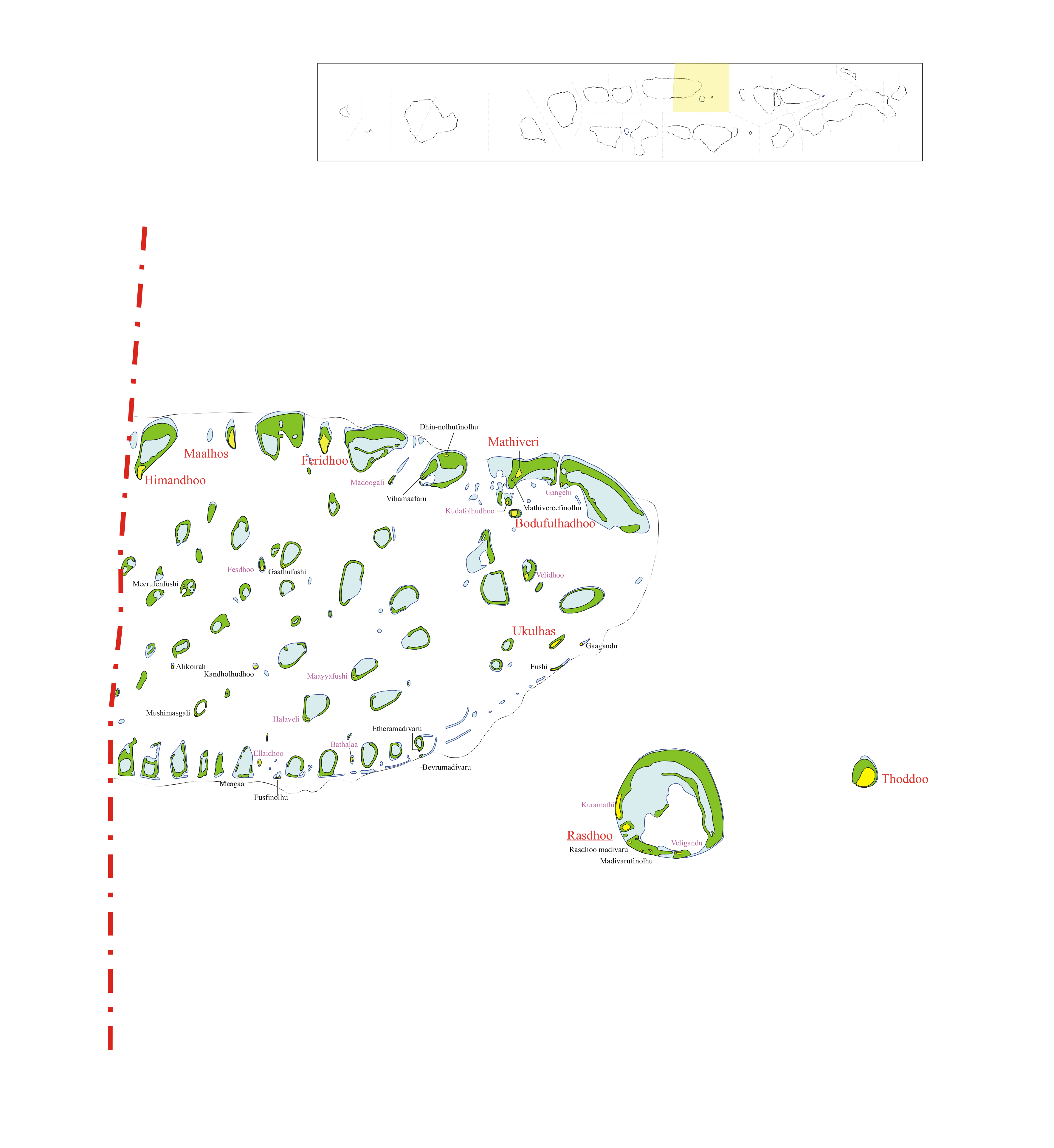
Ari Atholhu Uthuruburi, nombre abreviado de Thaana Diffusion (Alif Alif)

Rasdhoo es una isla en el sur del atolón de Rasdhoo del mismo nombre en el estado insular de Maldivas en el mar de Laquedivas (Océano Índico). Rasdhoo es la isla principal del atolón Rasdhoo y la capital del atolón administrativo Ari Atholhu Uthuruburi, con el nombre abreviado de Thaana Diffusion (Alif Alif). El área administrativa incluye el atolón Rasdhoo, el pequeño atolón Thoddoo y la parte norte del gran atolón Ari.

## Geografía
En 2014, la isla con una superficie de unas 21 hectáreas y tenía 949 habitantes.